# Zwarte matjesbekerzwam
De zwarte matjesbekerzwam (Plectania melastoma) is een schimmel behorend tot de familie Sarcosomataceae. Hij leeft saprotroof op takjes van berken (Betula).

## Kenmerken
De vruchtlichamen zijn 5 tot 25 mm in diameter. De vorm is eerst bolvormig, aan de bovenkant open met een kleine opening, later nemen ze een komvormige vorm aan met een naar binnen gerichte rand, ten slotte tegengesteld kegelvormig. Soms lopen ze naar beneden taps toe tot een steel die wel 10 millimeter lang kan worden. Ze zijn verbonden met het substraat door een zwart webachtig tot viltachtig aanhechting. Het heeft een zwarte kleur en een mat glad oppervlak. Het oppervlak van het vruchtlichaam is zwart tot bruinzwart, vaak roestkleurig korrelig, vooral in het gebied van de opening (ingegroeide netvormige haren). Het vruchtvlees heeft een flexibele, rubberachtige consistentie.

## Verspreiding
De zwarte matjesbekerzwam komt voor in Europa, Noord-Amerika en minder frequent in Azië, Australië en Nieuw-Zeeland. In Nederland komt het uiterst zeldzaam voor. Hij staat op de rode lijst in de categorie 'Ernstig bedreigd'.